# Олесницький Євген Григорович
Євген Григорович Олесницький гербу «Дембно» («Дубно» 5 березня 1860, с. Великий Говилів, тепер Чортківський район, Тернопільська область, Україна — 26 жовтня 1917, Відень) — український правник, політик, громадський діяч, публіцист, письменник, організатор кооперативного руху. Голова товариства «Сільський господар».

## Життєпис
Народився 5 березня 1860 року в селі Великий Говилів (Копичинецький повіт, Королівство Галичини та Володимирії, Австрійська імперія), в родині священика УГКЦ. Батько — Григорій Олесницький (1816—1905), священик у Великому Говилові з 1840 року; мати — Софія Познанська, дочка священика УГКЦ у Бірках Малих біля Скалата. 
Навчався в Першій тернопільській гімназії  (у цей час був активістом Тернопільської гімназійної «Громади») та на правничому факультеті Львівського університету.
Як студент університету, працював у різних видавництвах. У 1881 році його обрано головою товариства «Дружній Лихвар». Член редакції «Діла» (1885—1890 роки). 
Одружився в сер. 1880-их рр. у Львові з Марією (нар. 1864 у Тернополі, р.см.невід.), яка походила зі сполонізованого роду Врублевських. У них була єдина дочка Софія (бл.1888 — 1902).  
Переїхав до Стрия у 1891 році. Організував будівництво Народного дому в Стрию. Член повітової ради Стрийського повіту в 1893—1912 рр.. Разом з Петром Огоновським очолював з 1906 Товариство «Просвіта». За допомогою доктора Володимира Охримовича почав тут видавати двотижневик «Стрийський Голос». 
Діяч народовецької партії, пізніше один із засновників Української Національно-Демократичної Партії. 
25 травня 1902 померла від кіру, ускладненого пневмонією, їхня єдина дочка Софія. 
У 1909 переїхав із дружиною до Львова, оселилися в кам'яниці Якуба і Августини Позаментів на вулиці Адама Асника (нині Богомольця). Однією з причин було намагання Євгена відгородитися від польських впливів, якими у Стрию оплутувала дружину її сестра Ванда.
Посол до Галицького сейму (1900—1910 роки; 1910 року склав мандат, замість нього було обрано доктора Евгена Петрушевича) і голова Українсько-руського соймового клубу (до складання мандату); у 1907—1917 — посол до Райхсрату (віденського парламенту) від двомандатного 57 округу (судові округи Меденичі, Стрий, Сколе, Жидачів, Ходорів, Миколаїв, Глиняни, Бібрка, а також села Горожанна Мала, Горожанна Велика, Колодруби, Новосілки Опарські, Лівчиці, Підзвіринець, Повергів, Монастирець, Ричигів, Тершаків і Татаринів (судовий округ Комарно), Вербіж, Кагуїв і Гонятичі (судовий округ Щирець)). У парламенті з 1907 р. входив до Руського клубу; "Український клуб" — з 1911 р. до 12 лютого 1913 року (розпуск); з 8 листопада 1916 р. входив до Української парламентської репрезентації.
Відіграв провідну роль у створенні «Маслосоюзу» — молочарського руху, що об'єднував селян у спілки для створення їм сильнішого економічного підґрунтя.
З політичних процесів були друковані численні оборони Є. Олесницького. Найважливіші з них: оборона посла Теофіла Окуневського в коломийському процесі за зневагу намісника Бадені, оборони в справах виборів у Черневі, Курнині, Викторові, Стрию, Комарному тощо.
У 1908 році Євген Олесницький був нагороджений командорським хрестом ордена Франца Йосифа. З 1909 року — дійсний член НТШ.
Єдиний з українських політиків, хто удостоївся честі бути прийнятим престолонаслідником Францом Фердинандом. Ця зустріч була таємною і присвяченою обговоренню перспектив українського руху в Росії. 
З 1915 — член Загальної Української Ради, утвореної у Відні з галичан і наддніпрянців, а після її саморозпуску 6 листопада 1916 р. — до Української парламентської репрезентації.

## Видавнича, літературна та публіцистична діяльність
- Перший його твір був перекладом із Добролюбова — «Значінье авторітету в вихованьу.
- Власним накладом Є. Олесницького вийшла у Львові 1884 року як число 2 «Русько-Української Бібліотеки» повість Володимира Барвінського (Василя Барвінка) «Сонні мари молодого питомця».
- 1884—1885 — видавав інші книжечки того видавництва власним накладом (загалом 17 книжок). В тому числі повість «Люборацькі — Семейна хроніка Ан. Свидницького».
- Видавав «Українську Бібліотеку» (дешеві книжки для народу). Зокрема, 1886 року видав збірку всіх творів С. Руданського, які сам зібрав (37 співомовок).
- Перед смертю почав надиктовувати спогади, які довів до 1895 року. Вперше надруковані у 2 томах видавництвом «Діла» у 1935. Перевидані у Стрию (2007) та Львові (2011).

## Вшанування пам'яті
Помер 26 жовтня 1917 року у Відні, похований у Стрию, разом з передчасно померлою дочкою (надгробок різця Григорія Кузневича).
Вулицю в Стрию, на якій жив Євген Олесницький, названо його іменем. На будинку, в якому він мешкав і де знаходилася його канцелярія (нині це Стрийський краєзнавчий музей «Верховина»), 1998 року встановили бронзову таблицю з барельєфом «Стрийської трійці»: Євгена Олесницького, о. Олекси Бобикевича та о. Остапа Нижанківського.
Євген Олесницький став прототипом головного героя повісті Івана Франка «Перехресні стежки» — адвоката Євгенія Рафаловича.
18 жовтня 2020 року Є. Олесницькому присвятили пам'ятник у селі Великий Говилів на Тернопільщині. Авторами пам'ятника є Роман Вільгушинський та Іван Жовнич.

## Родина
- Батько — Григорій Ілліч Олесницький (1816—1905), греко-католицький парох у селі Великий Говилів.
- Брат — Іван Григорович Олесницький (1850—1926), греко-католицький парох у Переволоці.[13]
- Племінник — Ярослав Іванович Олесницький (1875—1933), адвокат, дипломат. Голова дипломатичного представництва УНР у Великій Британії.
- Племінник — Григорій Іванович Олесницький (1890—1952), адвокат у Підкамені і Золочеві, помер у США
- Дружина Марія з Врублевських (нар. 1864 — ?).
- Донька Софія Олесницька (бл.1888—1902).

## Твори (статті, виступи, рецензії, спогади)

### Статті
- Справозданє інспектора промислового за р. 1888 // Дѣло, 16, 18, 22 травня 1889 (псевдонім — ω)
- Фінанси Галичини // Дѣло, 19.03.1890 (псевдонім — ω)
- Пятьдесятьлїтний ювілей українського театру в Галичинї. // Дїло, 23, 24 березня 1914
- Своя хата // Дїло, 01.04.1914
- Українські збігцї в зальцбурськім князівстві. // Дїло, 09.01.1915
- † Володимир Шухевич // Дїло, 24.04.1915 (некролог)

### Виступи, відчити, реферати
- Володимир Навроцкій, єго значенє і заслуги. Відчит д-ра Евгенія Олесницького, виголошений в памятний день шестих роковин смерти бл. п. Вол. Навроцкого // Діло, 9, 11, 12, 13 червня 1888
- Справозданє видїлу «Рускої Бесїди» у Львові з управи руским народним театром за час від 15 липня 1887 до 1 цвітня 1889. // Дѣло, 25.04.1889 (реферат)
- Справозданє видїлу «Руської Бесїди» з управи Русько-народним театром за час від 10 цвітня 1889 до 11 червня 1890 // Дѣло, 14.06.1890 (реферат)
- Річ д-ра Евгенія Олесницкого виголошена на загальних зборах «Підгірскої Ради» в Стрию дня 5-го н. ст. падолиста 1891 для умотивованя резолюції в справі беспосередних виборів з курії сельскої. // Дѣло, 12.11.1891
- Промова в австрійській Державній Раді (парламенті) // Дїло, 10.01.1914

### Рецензії
- Історія літератури руської. Часть II. (віддїл І. і II.) Львів. 1889. // Дѣло, 24.07.1889 (рецензія; псевдонім — ω)

### Спогади
- Стрийщина на зламі XIX—XX століть у спогадах Євгена Олесницького // Vox Populi, 27.08.2012